# 國家標準化協會國際聯合會
國家標準化協會國際聯合會（英語：International Federation of the National Standardizing Associations、IFNSA），又國際標準化協會，是成立於1926年的國際標準化組織，主要專注於標準化機械工程。
最後一次會議於1939年在倫敦舉行。1942年繼續召開的會議因二戰受阻。

## 創始成員
比利时、 德国、 法國、 英国、 荷蘭、 義大利、 日本、 加拿大、 挪威、 奥地利、 瑞典、 瑞士、 捷克斯洛伐克、 美国。 